# قارچ فندقی گرد
قارچ فندقی گِرد (به انگلیسی Geastrum fimbriatum) از سرده قارچ‌های فندقی و غیر خوراکی است.